# Марин Друмев
Марин Друмев Друмев е български офицер, генерал-майор

## Биография
Марин Друмев е роден на 27 август 1868 г. в Русе. Завършва Военното училище през 1889 г. Службата му започва във 2-ри артилерийски полк. През 1902 г. завършва Военна академия в Санкт Петербург. Между 1900 и 1910 г. командва рота в Шуменския крепостен батальон. По-късно служи в 5-и артилерийски полк и Артилерийската инспекция. По време на Балканската война командва отделение при обсадата на Одрин. От 1914 г. е командир на първо отделение от четвърти артилерийски полк. В периода 1915 – 1918 г. е командир на четиринадесети артилерийски полк. По-късно служи в 17-и артилерийски полк и обратно в 14-и артилерийски полк. Между 20 януари 1921 и 9 юни 1923 е инспектор на артилерията в българската армия. Излиза в запас на 9 юни 1923 г. Награждаван е с орден „За храброст“, III степен, 2 клас и IV степен, 1 и 2 клас; орден „Св. Александър“, III степен, орден „За заслуга“, немския орден „Железен кръст“, II клас; Австро-унгарски орден „За заслуга“, III клас и турски орден „Железен полумесец“.

## Семейство
Генерал-майор Марин Друмев е женен и има 1 дете.

## Военни звания
- Подпоручик (18 май 1889)
- Поручик (2 август 1892)
- Капитан (1899)
- Майор (1905)
- Подполковник (18 май 1913)
- Полковник (14 февруари 1916)
- Генерал-майор (9 юни 1923)

## Трудове
- Друмев, М., Боевете южно от с. Хума от 1.IX.1917 г. до 31.V.1917 г. и действията на артилерията, Военна библиотека №24, Печатница на Армейския военно-издателски фондъ, 1924
- Друмев, М., История на Видинския укрепен пункт 1891 – 1920
- Друмев, М., Сборник от задачи по стрелбата на артилерията